# Cmentarz żydowski w Chełmie
Cmentarz żydowski w Chełmie – kirkut społeczności żydowskiej znajdujący się na rogu ulicy Starościńskiej i Kolejowej w Chełmie. Najstarszy, zachowany na nim nagrobek pochodzi z 1442, jednak zdecydowana większość jest z początku XX wieku.

## Historia
Założony na przełomie XV–XVI wieku. Podczas II wojny światowej Niemcy całkowicie zdewastowali cmentarz. Po likwidacji getta macewy w większości zdemontowano i w takim stanie pozostały do końca lat 80. XX wieku. Zostały one także użyte m.in. do budowy chodnika i kanału burzowego na tyłach jednego z budynków przy ulicy Świerczewskiego (obecnie Aleja Marszałka Józefa Piłsudskiego) oraz innych prac drogowych.
Obszar cmentarza został zaorany, wyrównany, a na jego terenie Niemcy utworzyli przedsiębiorstwo melioracyjne (1940). Ocalałe macewy przeniesiono na cmentarz w czerwcu 1989
W latach 60. XX wieku ówczesne władze miasta urządziły na pozostałościach cmentarza skwer przesuwając kilka pozostałych nagrobków w głąb placu.
Obecnie cmentarz został symbolicznie odbudowany. Na powierzchni 1,9 ha znajduje się ok. 50 starych nagrobków, z których większość jest uszkodzona. Tablica umieszczona na cmentarzu głosi, że pochowani są tam Żydzi zamieszkali w Chełmie w latach 1440–1942.

## Rekonstrukcja

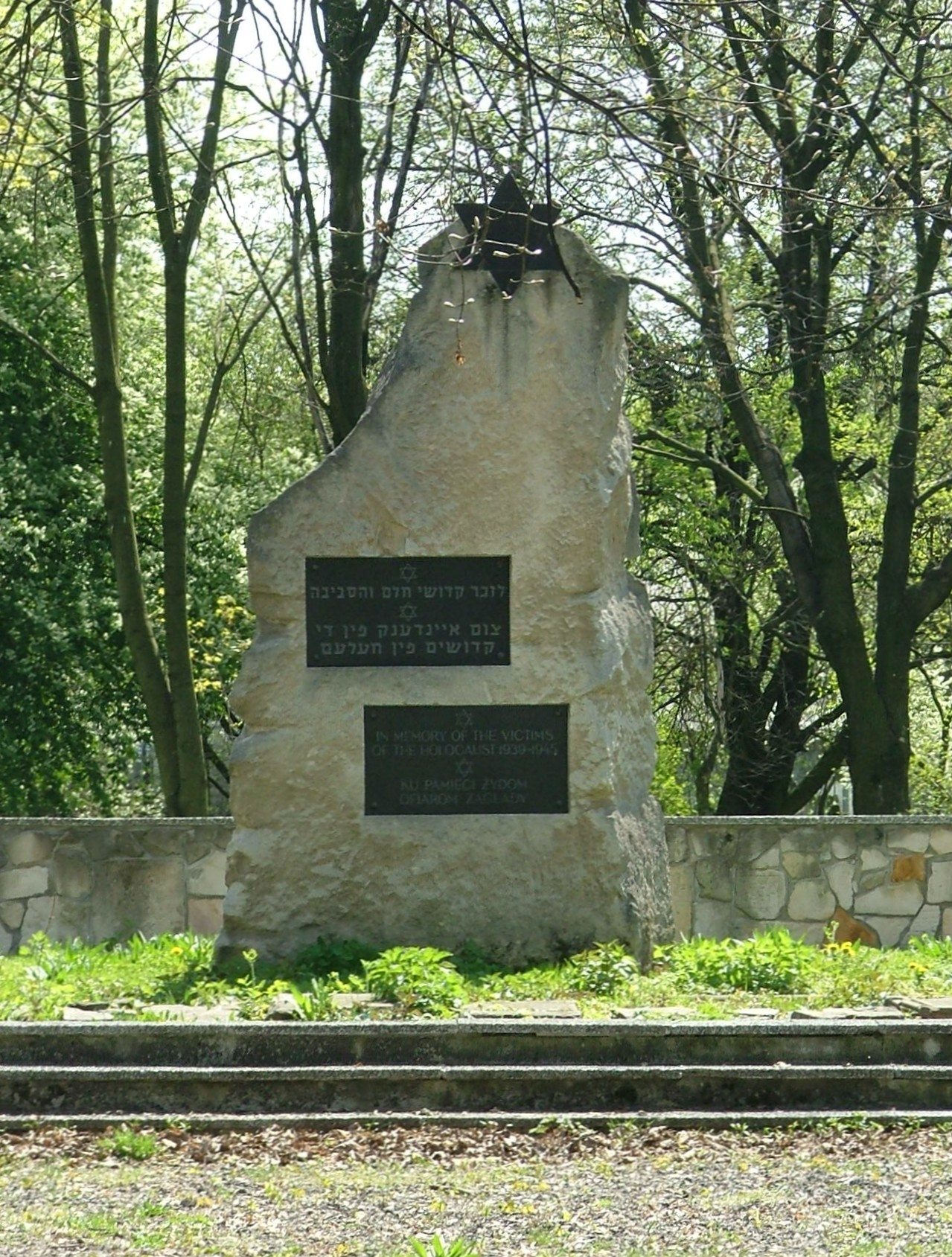
Pomnik „Ku pamięci Żydom ofiarom zagłady”

W latach 1991–1996 dzięki inicjatywie i staraniom Chaima i Racheli Lender została przeprowadzona rekonstrukcja cmentarza. Fundatorem konstrukcji żelaznych ogrodzenia była Fundacja Nissenbaumów z Warszawy (1994). Fundamenty ogrodzenia powstały dzięki pieniądzom zebranym wśród amerykańskich Żydów wywodzących się z Chełma.
Powstał również Izraelski Komitet Odbudowy Cmentarza Żydowskiego w Chełmie, w którego skład wchodzili: Abram Baker, Chaim Lender, Wiesław Betiuk, Szlomo Toren, Jakow Oren, Zeew Brones i Aron Sobol. W odbudowie brały też udział rodziny chełmskich Żydów z Izraela, Stanów Zjednoczonych (m.in. Irving i Ester Raab) i Kanady.
Postawiono także pomnik „Ku pamięci Żydom ofiarom zagłady” (1996) oraz powstało kilkadziesiąt symbolicznych nagrobków (w niektóre z nich wbudowane są ocalałe połamane fragmenty macew).
Uroczyste otwarcie zrekonstruowanego cmentarza odbyło się w czerwcu 1996 r.